# مستعمره تاج

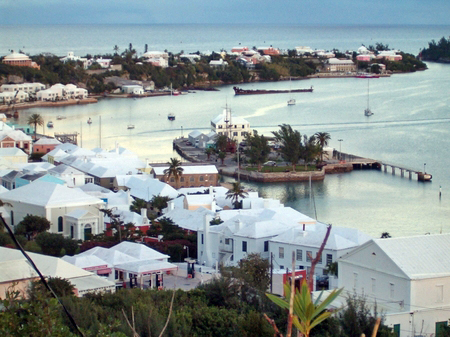
تصویری از یک جزیره وابسته به دولت بریتانیا

مستعمره تاج (انگلیسی: Crown colony) مستعمره ای بود که توسط دولت بریتانیا اداره می‌شد. معمولاً یک فرماندار وجود داشت که با توصیه دولت داخلی انگلستان توسط پادشاه منصوب می‌شد، با کمک یا بدون کمک یک شورای محلی (در بعضی موارد به دو قسمت تقسیم می‌شد: یک شورای اجرایی و یک شورای قانونگذاری)، مشابه شورای خصوصی بریتانیا که به پادشاه مشاورت می‌داد.